# 凯默勒 (怀俄明州)
凯默勒（英語：Kemmerer）是美国怀俄明州的城市，也是林肯县的縣治所在地。该市的人口在2000年为2,651人，2010年有2,656，2011年则估计有2,651人。